# STOXX Europe 600
O STOXX Europe 600 ou STOXX600 é um índice financeiro com um número fixo de 600 componentes, dentre eles grandes, médias e pequenas empresas capitalizadas dentre 17 países da Europa. Os países que fazem parte do índice são Alemanha, Áustria, Bélgica, Dinamarca, Espanha, Finlândia, França, Holanda, Irlanda, Itália, Luxemburgo, Noruega, Polónia, Portugal, Reino Unido, Suécia e Suíça.

## Evolução anual
No quadro seguinte apresenta-se a evolução anual do STOXX Europe 600 desde 1998. O valor base do STOXX Europe 600 remonta a 31 de Dezembro de 1991 e foi de 100 pontos.
| Ano  | Fecho em pontos | Variação em % |
| ---- | --------------- | ------------- |
| 1998 | 279,20          |               |
| 1999 | 379,49          | 35,92         |
| 2000 | 359,79          | -5,19         |
| 2001 | 298,73          | -16,97        |
| 2002 | 201,72          | -32,47        |
| 2003 | 229,31          | 13,68         |
| 2004 | 251,02          | 9,47          |
| 2005 | 310,03          | 23,51         |
| 2006 | 365,26          | 17,81         |
| 2007 | 364,64          | -0,17         |
| 2008 | 196,90          | -46,00        |
| 2009 | 253,16          | 28,57         |
| 2010 | 275,81          | 8,95          |
| 2011 | 244,54          | -11,34        |
| 2012 | 279,68          | 14,37         |
| 2013 | 328,26          | 17,37         |
| 2014 | 342,54          | 4,35          |
| 2015 | 365,81          | 6,79          |
| 2016 | 361,42          | -1,20         |
| 2017 | 389,18          | 7,68          |
| 2018 | 337,65          | -13,24        |
| 2019 | 415,84          | 23,16         |
| 2020 | 399,03          | -4,04         |